# IPad mini 4
L' iPad mini 4 est la tablette tactile de quatrième génération de l'iPad mini conçue, développée et commercialisée par Apple. Il est annoncé en même temps que l'iPad Pro le 9 septembre 2015. Il présente les mêmes caractéristiques matérielles similaires à l'iPad Air 2.

## Histoire
Lors de la keynote le 9 septembre 2015, l'appareil est annoncé aux côtés de l'iPad Pro, l'iPhone 6s et l'Apple TV.

## Conception
L'appareil marque la première refonte majeure de la gamme, avec des dimensions légèrement plus grandes et plus larges (sans augmentation de la taille de l'écran) par rapport à ses prédécesseurs. Son design est considérablement plus fin, sa profondeur étant similaire à celle de l'iPad Air 2, soit 6,1 millimètres.

## Composition
La tablette tactile dispose de composants améliorés plus proches de ceux de l'iPad Air 2. Cependant, le mini 4 prend en charge un processeur A8 double cœur.